# Вікторівка (Бахчисарайський район)
Ві́кторівка (до 1948 року — Кючу́к-Яшла́в, крим. Küçük Yaşlav) — село в Україні, у Бахчисарайському районі Автономної Республіки Крим. Підпорядковане Ароматненській сільській раді. Розташоване на півночі району.
За даними сільради на 2009 рік площа, яку займає село, 98,6 гектара, на якій у 354 дворах було  859 жителів. У селі 13 вулиць, діє початкова загальноосвітня школа з російською та кримськотатарською мовами навчання.
В селі діє мечеть Кючук-Яшлав Джамісі.

## Назва
Кучук (крим. küçük) означає «малий», Яшлав (крим. Yaşlav) походить від аристократичного роду беїв, які за часів Кримського ханства володіли землями в долинах Альми та Качі.

## Населення
Згідно з переписом УРСР 1989 року чисельність наявного населення села становила 23 особи, з яких 10 чоловіків та 13 жінок.
За даними перепису населення 2001 року, у селі мешкала 1041 особа. Мовний склад населення села був таким:
| Мова              | Число ос. | Відсоток |
| ----------------- | --------- | -------- |
| українська        | 45        | 4,32     |
| кримськотатарська | 847       | 81,36    |
| російська         | 124       | 11,91    |